# Lugo
Lugo (galicijsko: [ˈluɣʊ]; latinsko Lucus Augusti) je mesto na severozahodu Španije v avtonomni skupnosti Galicija in tudi glavno mesto istoimenske province. Mesto je imelo leta 2020 99.638 prebivalcev.
Lugo je edino mesto na svetu, obdano s popolnoma nedotaknjenim rimskim obzidjem, ki dosega višino 10 do 15 metrov vzdolž 2117-metrskega kroga, z 71 stolpi. Hoja po vrhu poteka neprekinjeno po krogu in ima deset vrat. Obzidje iz 3. stoletja je pod zaščito Unesca na seznamu svetovne dediščine. Most čez reko Miño je v bistvu iz rimskega obdobja, čeprav so številna popravila skozi stoletja izničila njegov rimski značaj. Leži ob poti Camino Primitivo, eni od poti Camino de Santiago.

## Geografija
Mesto leži na hribu, obdanem z rekami Miño, Rato in Chanca. Višinska razlika med središčem mesta in obrežjem reke je precejšnja: prva je na nadmorski višini 465 metrov, medtem ko je rečni sprehod Miño na nadmorski višini le 364 metrov. Občina Lugo je druga največja v Galiciji s 329,78 kvadratnimi kilometri in 59 župnijami. Zunanjost mesta je 7. novembra 2002 UNESCO razglasil za biosferni rezervat, kar je najpomembnejše priznanje na mednarodni ravni glede ohranjanja krajine in habitatov te atlantsko-evropske regije.
Območje je razdeljeno na več kot 54 naselij: Adai, Bacurín, Bascuas, Bazar, Benade, Bocamaos, Bóveda, O Burgo, Calde, Camoira, Carballido, Coeo, Coeses, Cuíña, Esperante, Gondar, Labio, Lamas, Lugo, Mazoi, Meilán, Monte de Meda, Muxa, Ombreiro, Orbazai, O Outeiro das Camoiras, Pedreda, Pías, Piúgos, Poutomillos, Prógalo, Recimil, Ribas de Miño, Romeán, Rubiás, Saa, San Mamede dos Anxos, San Martiño , San Pedro de Mera, San Román, San Salvador de Muxa, San Xoán de Pena, San Xoán do Alto, San Xoán do Campo, Santa Comba, Santa María de Alta, Santa Marta de Fixós, Santalla de Bóveda de Mera, Santo André de Castro, Soñar, Teixeiro, Tirimol, Torible, O Veral, Vilachá de Mera.

### Podnebje
Lugo ima vlažno oceansko podnebje z bolj suhimi poletji, Cfb po  Köppnovi podnebni klasifikaciji, čeprav bi ga lahko glede na prag poletnih padavin uvrstili tudi kot blago sredozemsko podnebje (Csb). Zaradi oddaljenosti od Atlantika se lahko šteje 1084 milimetrov letnih padavin v primerjavi z območji Rias Baixas in Santiago de Compostela. Najvišja temperatura, zabeležena v zgodovini, 39,6 ° C, se je zgodila avgusta 1961, najnižja temperatura pa je bila −13,2 ° C februarja 1983. Mesto ima povprečno šest dni snega na leto, kar je v nasprotju z obalnimi mesti Galicije, ki v sodobnem času niso prejela snega.

### Prebivalstvo
Mesto je imelo v letu 2020 skoraj natanko 100.000 prebivalcev, in je od prvega popisa leta 1842 nenehno naraščalo, kljub dejstvu, da preostali del province dramatično izgublja prebivalstvo. Iz INE (Instituto Nacional de Estadística).
Do aprila 2020 se je število prebivalcev povečalo na 99.638.
Leta 2010 je v mestu živelo 5373 tujcev, kar predstavlja 5,5 % celotnega prebivalstva. Glavne narodnosti so Kolumbijci (18 %), Maročani (12 %) in Brazilci (11 %).
Po podatkih iz leta 2008 47,37 % prebivalstva govori vedno ali večinoma v galicijščini, 52,63 % govori vedno ali večinoma v španščini.

## Zgodovina
Mesto so verjetno ustanovili keltski prebivalci regije in posvetili Lugusu , pankeltskemu bogu svetlobe, prisege in umetnosti. Kasneje jih je osvojil Paull Fabij Maksim in ga imenoval Lucus Augusti  leta 13 pr. n. št., da bi postavil rimski vojaški tabor, medtem ko je Rimsko cesarstvo dokončalo osvajanje Iberskega polotoka na severu. Bil je v rimski provinci Tarakonska Hispanija (Hispania Tarraconensis) in je bilo glavno mesto ljudstva Capori. Čeprav je bilo majhno, je bilo najpomembnejše rimsko mesto v takratni Gallaeciji v rimskem obdobju, sedež Conventus iuridicus, eden od treh v Gallaeciji, ki je kasneje postal ena od dveh prestolnic in je dobil ime Callaïci Lucenses. Bil je v središču velikega območja pridobivanja zlata, ki je bilo v rimskem obdobju zelo aktivno. Conventus Lucensis se je po Pliniju začel pri reki Navilubio in je vseboval 16 plemen; poleg Keltov še Lebune. Čeprav ta plemena niso bila močna in so bila njihova imena za rimska ušesa barbarska, je bilo med njimi 166.000 prostovoljcev. Mesto je stalo na enem od zgornjih krakov Miniusa (sodobni Miño), na cesti od Bracare do Asturice , v bližini mostu čez Miño pa je imelo nekaj znanih kopališč.
Lucus je bil najpozneje v poznem 5. stoletju sedež škofije in je ostal upravno središče pod Svebi in Vizigoti, preden je začel propadati, da je škof Odoario sredi 8. stoletja ugotovil, da je mesto opustošeno in se lotil oživitve. Poskusi 10. stoletja, da bi obnovili casas destructas (opuščene stavbe), kažejo, da je ostalo mesto le na papirju: sedež škofije, ki jo je upravljal grof, na katerega so bile izdane kraljeve listine. »Njegova komercialna in industrijska vloga je bila zanemarljiva«, je zapisal Richard Fletcher o Lugu iz 11. stoletja.
V srednjem veku je bil Lugo, tako kot Santiago de Compostela, romarsko središče, saj je imela stolnica poseben privilegij, ki ga ohranja še danes, da je posvečena hostija izpostavljena javnosti štiriindvajset ur na dan. V 18. stoletju je Lugo dobil privilegij organiziranja sejmov sv. Froillana. V sodobnosti je imel Lugo določeno premoč, čeprav so druga bližnja mesta, kot sta Mondoñedo ali Ribadeo, temu oporekala. Šele z delitvijo države na province leta 1833 in ustanovitvijo njihovih vlad je Lugo zaradi svojega glavnega statusa postal najpomembnejše mesto v provinci Lugo. Ta porast je bil podkrepljen s prihodom prve železnice v mesto leta 1875.
V 20. stoletju je mesto še naprej raslo kot upravno in storitveno središče province. Leta 1936, ko je izbruhnila državljanska vojna, je mesto hitro padlo pod nadzor nacionalistov. V 1970-ih je mesto izvedlo pomembne reforme, na primer razvoj industrijskega območja Ceao (1979) in popolno obnovo rimskega obzidja.
Infantinja Elena, starejša hči španskega kralja Juana Carlosa in kraljice Sofije in četrta v vrsti za nasledstvo španskega prestola, je od leta 1995 vojvodinja Luga.
Leta 2000 je bila prepoznavnost rimskega obzidja na Unescovem seznamu svetovne dediščine pomemben dogodek v mestu.

## Gospodarstvo
Lugo je mesto storitev. Glavne dejavnosti so komercialne, uprave (uradi avtonomnih in osrednjih vlad) ter izobraževalne in zdravstvene storitve (nedavno odprta bolnišnica Universitario Lucus Augusti je največja v Galiciji).  Stalno povečevanje prebivalstva mesta je sovpadalo z razvojem večjih gospodarskih sektorjev občine. Industrija je redka in skoraj izključno namenjena predelavi kmetijskih proizvodov (mlečni izdelki, meso, les ...).
Na obrobju mesta (As Termas) je nakupovalni center s hipermarketom Eroski, kinematografi, trgovinami z oblačili, kot so H&M, NewYorker ali Cortefiel, ter številnimi restavracijami in verigami hitre hrane, kot je McDonald's. Novi nakupovalni center (Abella) se je odprl konec leta 2015 in gosti hipermarket E.Leclerc, igrišče za kegljanje, kinematografe in fitnes center McFit.
Univerza Santiago de Compostela ima v svojem kampusu v Lugu več fakultet, ena najpomembnejših je Fakulteta za veterinarske vede, ena vodilnih na svojem področju v Španiji.
V mestu izhaja dnevni časopis El Progreso. To je najbolj bran časopis v provinci Lugo.
V bližnjem mestu Rozas je zasebno letališče, ki je v lasti španskega obrambnega ministrstva in ga upravlja Real Aero Club de Lugo. Leta 2011 je obrambno ministrstvo objekte preneslo v špansko vesoljsko agencijo INTA, da bi ga spremenilo v center letalskih raziskav.

## Znamenitosti
Lugo je edino mesto na svetu, ki ga obdaja popolnoma nedotaknjeno rimsko obzidje, ki sega do višine 10 do 15 metrov vzdolž kroga 2117 m, s 71 stolpi. Hoja po vrhu poteka neprekinjeno po krogu in ima deset vrat. Obzidje iz 3. stoletja je pod zaščito Unesca kot svetovna dediščina. Most čez Miño je v bistvu iz rimskega obdobja, čeprav so številna popravila skozi stoletja izničila njegov rimski značaj.
Drugi viri kažejo, da ime Lucus Augusti izhaja iz latinske besede Lucus, kar pomeni 'sveti gaj' ali 'sveti gozd', saj je bilo mesto ustanovljeno na mestu majhnega gaja.
Poleg obzidja so znamenitosti še:
- Stolnica posvečena sv. Mariji, zgrajena okoli leta 1129, čeprav dejansko glavno pročelje in stolpi izvirajo šele iz leta 1769. Njene elegantne korne klopi je leta 1624 je izrezljal Francisco Mouro. Ta stolnica uživa privilegij, da je najsvetejša hostija vedno izpostavljena, dejstvo, ki so ga obeležili v mestnem grbu.
- Samostan in cerkev sv. Frančiška v gotskem slogu z ostanki križnega hodnika. Trenutno je v njem Museo Provincial, ki prikazuje galicijsko umetnost
- Cerkev sv. Dominika
- Mestna hiša (Casa do Concello v galicijščini), velika baročna zgradba s fasado iz srede 18. stoletja. Priložen je stolp z uro, prvotno iz 16. stoletja, kasneje pa obnovljen.
- Palača umetnosti (Círculo das Artes)
- Rimski most čez reko Miño.
- park Rosalía de Castro; 23 ha velik park v središču mesta. Na sredini ima majhen ribnik in vsebuje veliko vrst dreves, tudi tri sekvoje.
- Museo Interactivo de Historia de Lugo (MIHL), interaktivni muzej o zgodovini mesta, ki ga je izdelal Nieto Sobejano arquitectos.

V Lugu potekata dva pomembna festivala:
- Praznik svetega Froilana, ki traja od 4. do 12. oktobra, posvečen mestnemu zavetniku. To je Fiesta nacionalnega turističnega pomena in zelo priljubljeno je jesti polbo á feira na eni od številnih stojnic v bližini parka Rosalía de Castro.
- Arde Lucus, praznik, ki se praznuje v zadnjih tednih junija in oživlja rimsko in kastrovsko preteklost mesta in je nastal v spomin na razglasitev mestnega rimskega obzidja za območje svetovne dediščine leta 2000. V zadnjih izdajah je dosegel skoraj pol milijona obiskovalcev.

## Pobratena mesta
Lugo je pobraten z:
- Ferrol, Španija
- Dinan, Francija
- [Viana do Castelo, Portugalska
- Činhuangdao, Kitajska